# آخرین کومیته
آخرین کومیته یا آخرین مبارزه (انگلیسی: The Last Kumite) یک فیلم رزمی کم‌هزینه محصول مشترک آلمان و آمریکا که در سال ۲۰۲۴ منتشر شد، و توسط کیک‌استارتر تهیه شده است. این فیلم به کارکردانی راس دبلیو کلارکسون و با بازی ماتیس لاندور، کورت مک‌کینی و بیلی بلنکز است. این فیلم یک ادای احترام به فیلم‌های رزمی محبوب دهه ۱۹۸۰ مانند؛ نه عقب‌نشینی، نه تسلیم (۱۹۸۶)، رینگ خونین (۱۹۸۸) و کیک‌بوکسور (۱۹۸۹) می‌باشد.
دیوید یانگ پسر بلو یانگ که نقش آنتاگونیست اصلی (چانگ لی) را در رینگ خونین (۱۹۸۸) بازی کرد که الهام‌بخش اصلی این فیلم بود.

## داستان
مایکل ریورز، هنرمند رزمی، برنده یک مسابقه رسمی هنرهای رزمی شد و توجه رون هال، یک مروج را به خود جلب کرد. هال، همچنین یک قاچاقچی انسان که عمدتاً در اروپای شرقی تجارت می‌کند، از ریورز دعوت می‌کند تا در یک تورنمنت زیرزمینی در بلغارستان برای جایزه یک میلیون دلاری شرکت کند. ریورز که قبلاً تصمیم به بازنشستگی گرفته است، این پیشنهاد را رد می‌کند. هال برای رویارویی با قهرمان بدنام زیرزمینی دراکو که عادت دارد حریفان شکست خورده خود را فلج کرده و بکشد، باید رقیبان جذب کند. او دختر ریورز بری را می‌رباید تا او را مجبور به شرکت کند.

## موسیقی متن
پل هرتزوگ موسیقی متن را با آهنگ‌های اضافه شده توسط استن بوش ساخته است. هرتزوگ همکاری مجدد آنها را به عنوان «کمی نوستالژیک به رینگ خونین و کیک‌بوکسور» توصیف کرد.

## ساخت
- فیلمبرداری در سال ۲۰۲۳ در آلمان و بلغارستان انجام شد.
- در ابتدا قرار بود اسکات ادکینز بازیگر اصلی این فیلم باشد، ولی در نهایت نقش به ماتیس لاندور رسید.